# Tiemo Wölken

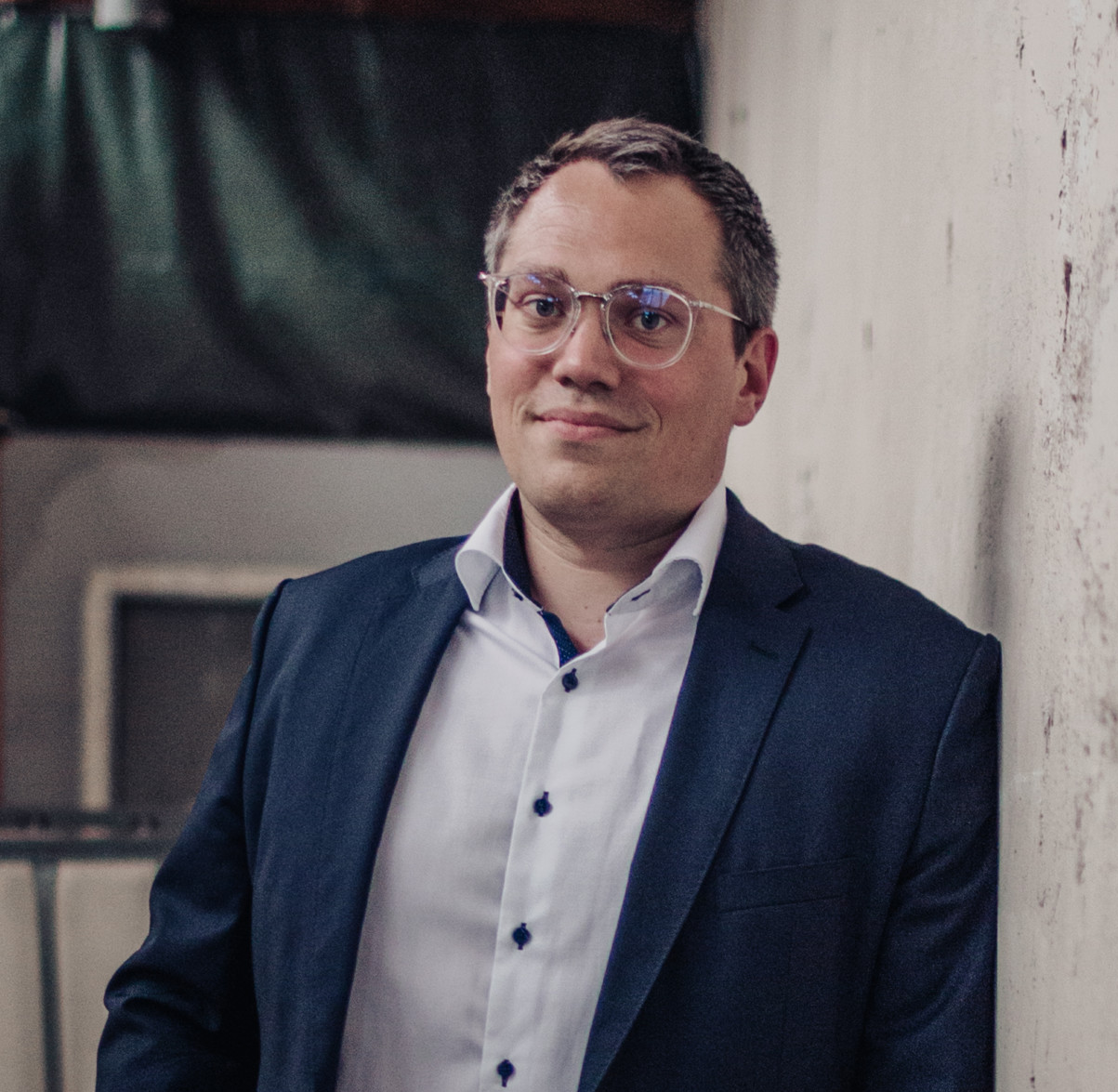
Tiemo Wölken

Tiemo Wölken (* 5. Dezember 1985 in Otterndorf) ist ein deutscher Politiker (SPD) und Mitglied des Europäischen Parlaments.

## Leben
Wölken wurde am 5. Dezember 1985 im niedersächsischen Otterndorf geboren. Seine Eltern sind Mitglieder der SPD. Die Familie zog von Otterndorf nach Buxtehude.
Zurzeit lebt Wölken in Osnabrück.

### Ausbildung
In Buxtehude besuchte er die Grundschule Stieglitzweg, später das Gymnasium Buxtehude Süd und erlangte schließlich im Jahr 2005 an der Halepaghen-Schule die allgemeine Hochschulreife. Von 2006 an studierte er bis zum Jahr 2012 Rechtswissenschaften mit Schwerpunkt Europäisches Öffentliches Recht an der Universität Osnabrück. Sein Studium schloss er mit der Ersten juristischen Prüfung ab. Im gleichen Zeitraum unterzog er sich an der Universität Osnabrück auch einer wirtschaftswissenschaftlichen Zusatzausbildung.
Von 2012 bis 2013 machte Wölken seinen Master of Laws an der englischen University of Hull. An der Deutschen Universität für Verwaltungswissenschaften in Speyer durchlief er von 2013 bis 2014 ein verwaltungswissenschaftliches Ergänzungsstudium.

### Beruf
Für die Lebenshilfe Buxtehude e. V. war Wölken von 2005 bis 2006 zunächst als Zivildienstleistender und dann als Honorarkraft tätig. 2007 bis 2009 arbeitete er als Studentische Hilfskraft bei der sozialdemokratischen Kreistagsfraktion im Landkreis Osnabrück. 2013 bis 2016 war Wölken als wissenschaftlicher Mitarbeiter am Lehrstuhl für Öffentliches Recht der Deutschen Universität für Verwaltungswissenschaften Speyer beschäftigt. Sein Rechtsreferendariat absolvierte er von 2013 bis 2015 im Oberlandesgerichtsbezirk Oldenburg und schloss es mit der Zweiten juristischen Staatsprüfung ab. 2016 hatte Wölken einen Lehrauftrag an der Deutschen Universität für Verwaltungswissenschaften Speyer. Seit 2016 ist er Rechtsanwalt.

### Engagement in Politik und Gesellschaft

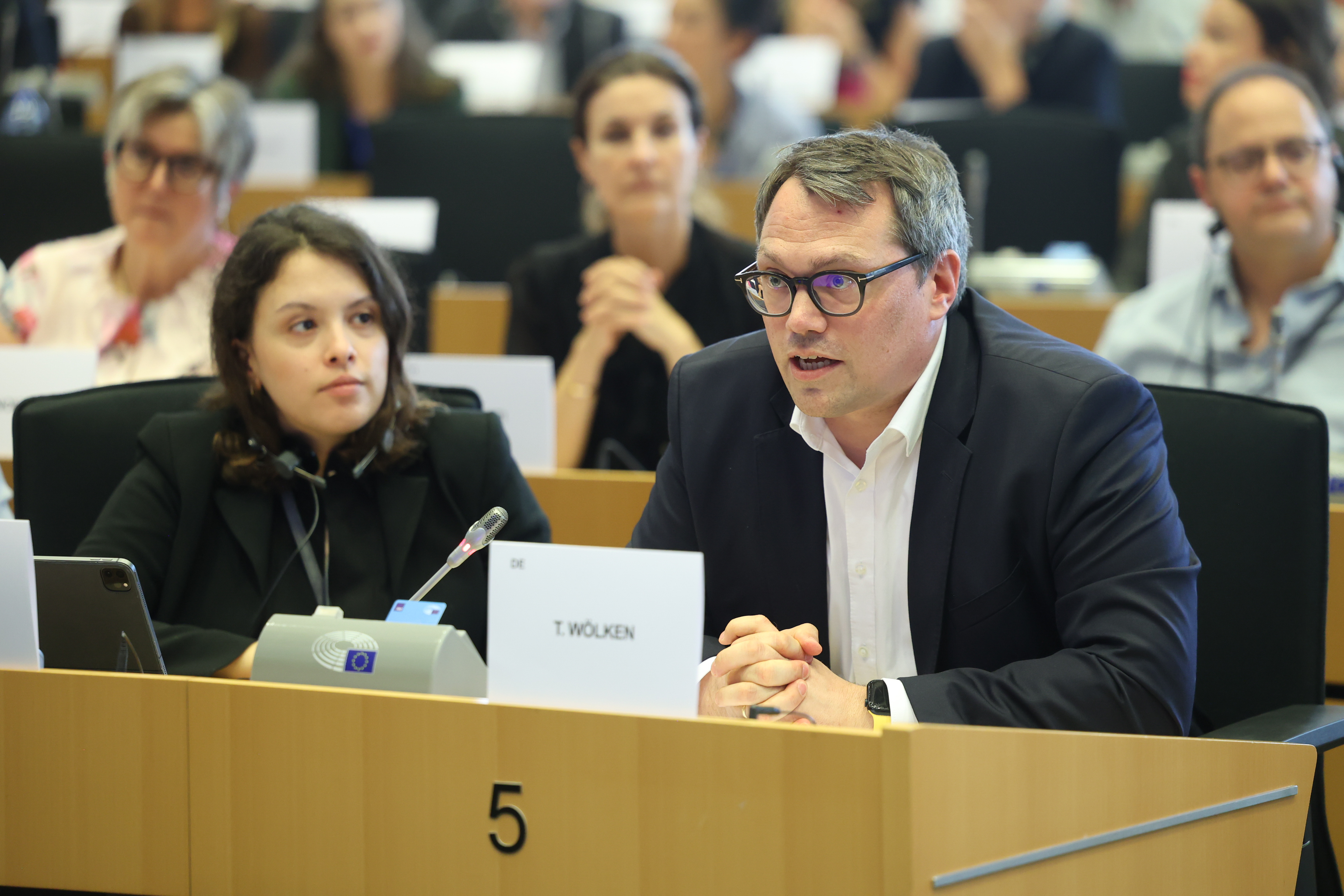
Tiemo Wölken ist seit 2016 Mitglied des Europäischen Parlaments

Wölken gründete 2003 in Buxtehude einen örtlichen Verband der Jungsozialisten (Jusos), der Jugendorganisation der Sozialdemokratischen Partei Deutschlands, ehe er 2004 zusätzlich in der Partei selbst Mitglied wurde. 2006 wählten ihn die Jusos zu ihrem stellvertretenden Landesvorsitzenden in Niedersachsen. Von 2011 bis 2012 war er Mitglied des Osnabrücker Beirats für den Bürgerhaushalt und bis 2015 Hinzugewählter Bürger im Osnabrücker Ausschuss für Finanzen und Beteiligungssteuerung. Die SPD Osnabrück-Stadt wählte Wölken 2011 in ihren Unterbezirksvorstand, zurzeit ist er ihr stellvertretender Vorsitzender. Seit 2013 sitzt Wölken dem SPD-Ortsverein Altstadt-Westerberg-Innenstadt in Osnabrück vor. 2015 wurde er in den Bezirksvorstand der SPD Weser-Ems gewählt.
Am 21. November 2016 rückte Wölken für Matthias Groote als Abgeordneter in das Europäische Parlament nach. Er ist dort Mitglied der Fraktion der Progressiven Allianz der Sozialdemokraten und Sprecher seiner Fraktion im Ausschuss für Umweltfragen, öffentliche Gesundheit und Lebensmittelsicherheit (ENVI). Darüber hinaus ist er Mitglied des Rechtsausschusses (JURI), der Delegation für die Beziehungen zu Kanada (D–CA) und stellvertretendes Mitglied der Delegation für den Parlamentarischen Stabilitäts- und Assoziationsausschuss EU-Albanien (D–AL).
Wölken ist Mitglied der Arbeiterwohlfahrt (AWO), des Förderkreises Osnabrücker Friedensgespräche e. V., der Gewerkschaft Erziehung und Wissenschaft (GEW), des Osnabrücker Sportclubs e. V. (OSC) und des Vereins der Freunde und Förderer der Deutschen Universität für Verwaltungswissenschaften Speyer e. V.
Seit November 2016 führt Wölken einen YouTube-Kanal, auf dem er seinen Alltag als Abgeordneter zeigt. In seinem wöchentlichen Format Mythen-Mittwoch behandelt Wölken Mythen rund um die Europäische Union und ihre Politik. Aktuell hat sein YouTube-Kanal etwa 43.000 Abonnenten und fast 3,4 Millionen Aufrufe (Stand: April 2024).
Bei der Europawahl 2019 wurde er wiedergewählt. Bei der Europawahl 2024 kandidierte Wölken auf Platz 12 der Europawahlliste der SPD und konnte sein Mandat verteidigen.
Wölken ist Mitglied der überparteilichen Europa-Union Deutschland, die sich für ein föderales Europa und den europäischen Einigungsprozess einsetzt.